# Tantric obstacles
Tantric obstacles in het tweede studioalbum van Ozric Tentacles. Het album werd in 1985 uitgegeven op muziekcassette, omdat de markt binnen spacerock destijds onvoldoende garantie gaf voor winstgevendheid op uitgave compact disc. Pas veel later toen de band een grotere bekendheid had verscheen het op cd, eerst in de verzamelbox Vitamins enhanced en later als enkele cd, dan wel samen met haar voorganger.  De oorspronkelijke versie was alleen tijdens concerten en via postorder te koop.

## Musici
- Ed Wynne – gitaar
- Roly Wynne – basgitaar
- Joie Hinton, Tom Brooks (alleen track 3)– synthesizers
- Paul Hankin – percussie
- Nick van Gelder – slagwerk

## Muziek
| Nr. | Titel                                           | Duur |
| --- | ----------------------------------------------- | ---- |
| 1.  | Og-Ha-Be (Ed Wynne, van Gelder)                 | 4:41 |
| 2.  | Shards of ice (Benjamin James Smith, Ed Wynne)  | 3:53 |
| 3.  | Sniffing dog (Ed en Roly Wynne)                 | 6:31 |
| 4.  | Music to gargle at (Ed Wynne, John Anderson)    | 3:29 |
| 5.  | Etherreal cereal (Ed Wynne, John Anderson)      | 2:15 |
| 6.  | Atmosphear (Adam Mace, Ed Wynne, van Gelder)    | 4:32 |
| 7.  | Ullular gate (Ed Wynne, Hinton, van Gelder)     | 4:25 |
| 8.  | Tentacles of Erphind (Es Wynne, Hinton, Hankin) | 0:34 |
| 9.  | Trees of eternity (Ed Wynne)                    | 7:26 |
| 10. | Mescalito (Ed Wynne)                            | 4:04 |
| 11. | Oddham shaw style (Ozric Tentacles)             | 1:53 |
| 12. | Become the otter (Ed Wynne, van Gelder)         | 4:59 |
| 13. | Gnuthlia (Mace, Ed Wynne)                       | 5:25 |
| 14. | Sorry style (Ed en Roly Wynne)                  | 3:46 |
| 15. | The Aum shuffle (Ozric Tentacles)               | 3:06 |

CD1: Erpsongs · CD2: Tantric obstacles · CD3: Live ethereal cereal · CD4: There is nothing · CD5: Sliding gliding worlds · CD6: The bits between the bits